# Grönländsk skörbjuggsört
Grönländsk skörbjuggsört (Cochlearia groenlandica) är en korsblommig växtart som beskrevs av Carl von Linné. Enligt Catalogue of Life ingår Grönländsk skörbjuggsört i släktet skörbjuggsörter och familjen korsblommiga växter, men enligt Dyntaxa är tillhörigheten istället släktet skörbjuggsörter och familjen korsblommiga växter. Arten har ej påträffats i Sverige. Inga underarter finns listade i Catalogue of Life.

## Bildgalleri

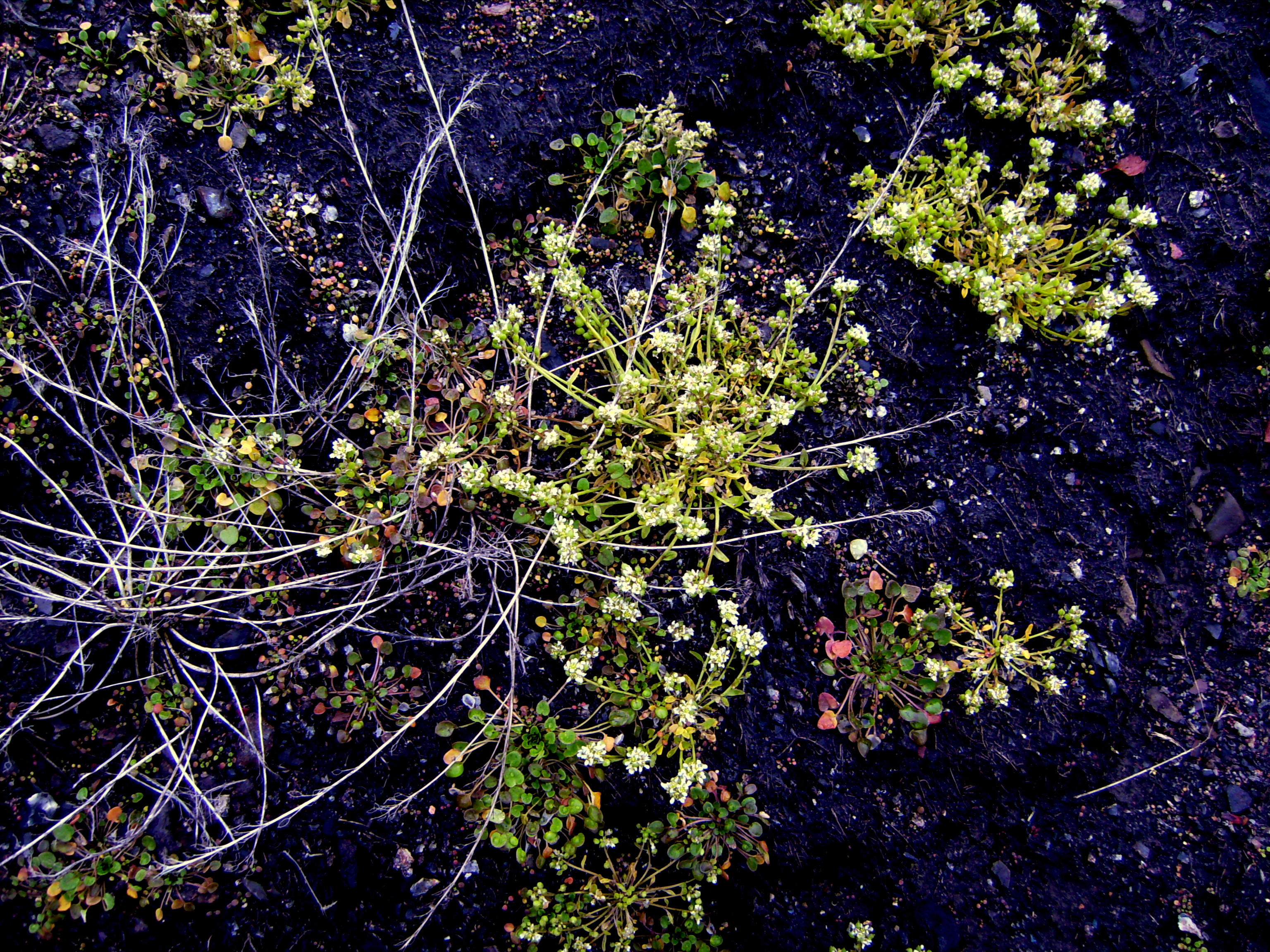
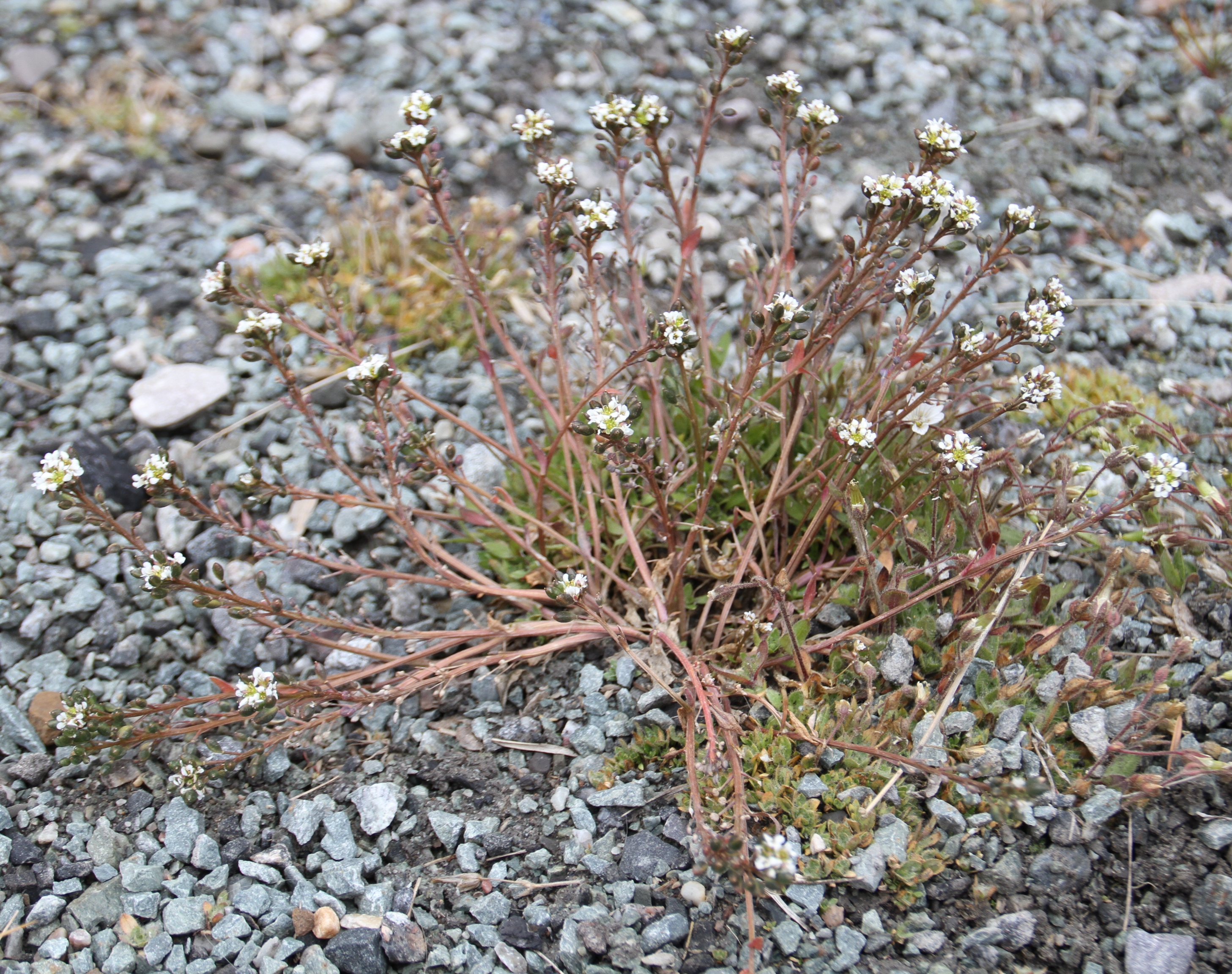
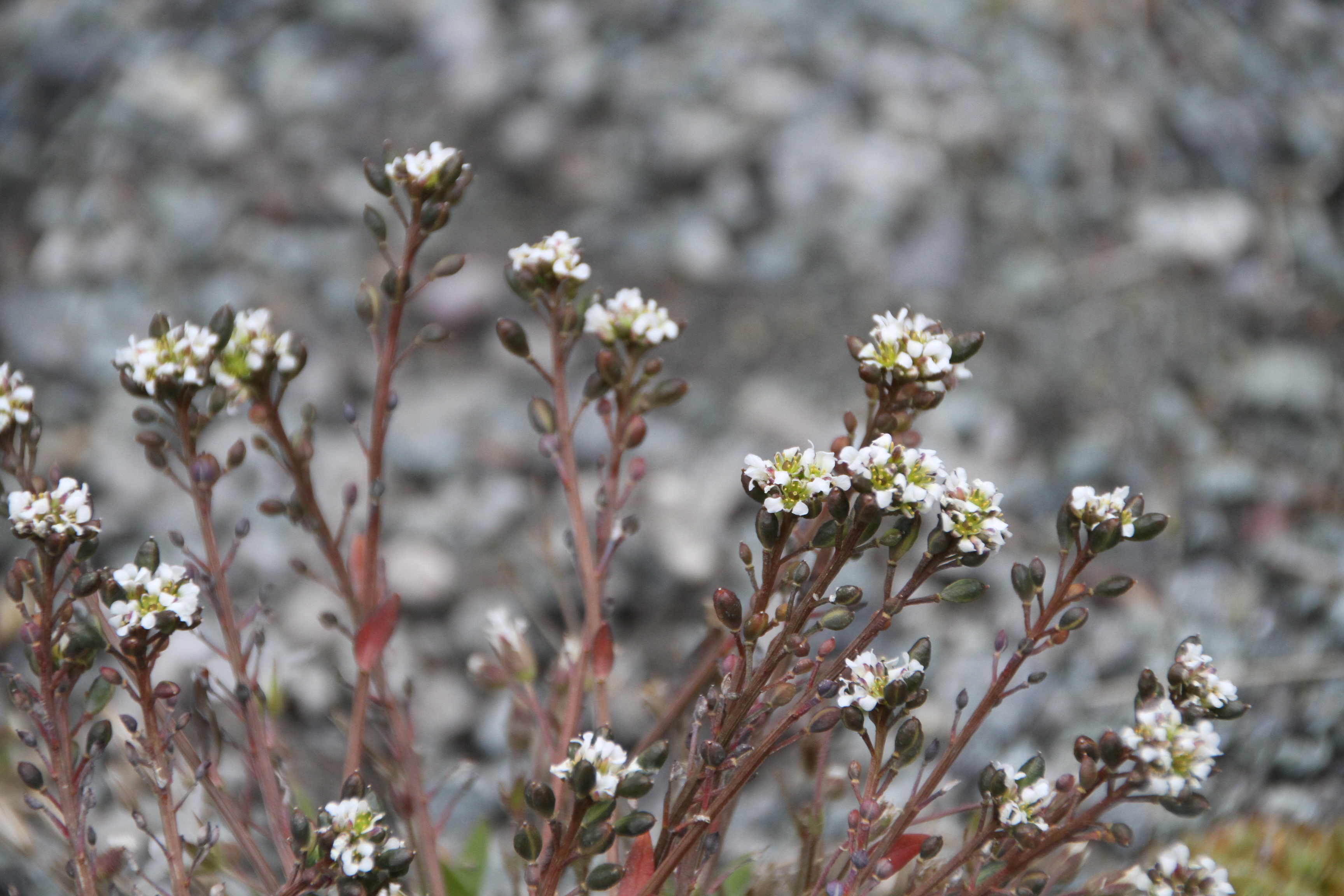
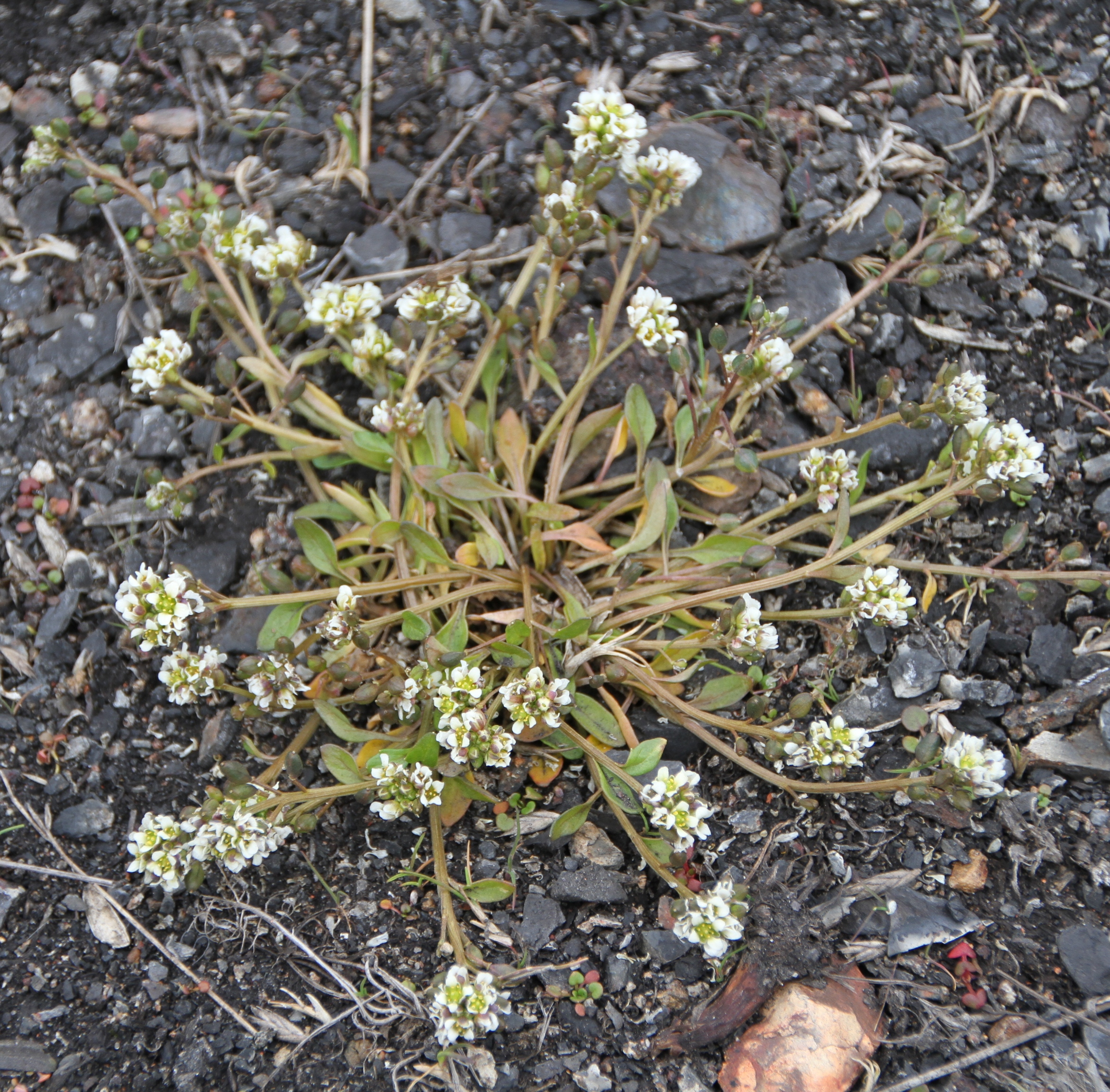